# Wilhelm Müller (Architekt, 1851)
Wilhelm Müller, mit vollem Namen Friedrich Wilhelm Hermann August Müller, (* 6. Mai 1851 in Baccum; † 6. Januar 1928 in Korbach) war ein prominenter Architekt seiner Zeit, zuletzt königlich-preußischer Landesbaumeister und Baurat für das ab 1868 weitgehend von Preußen verwaltete Fürstentum Waldeck-Pyrmont.

## Laufbahn

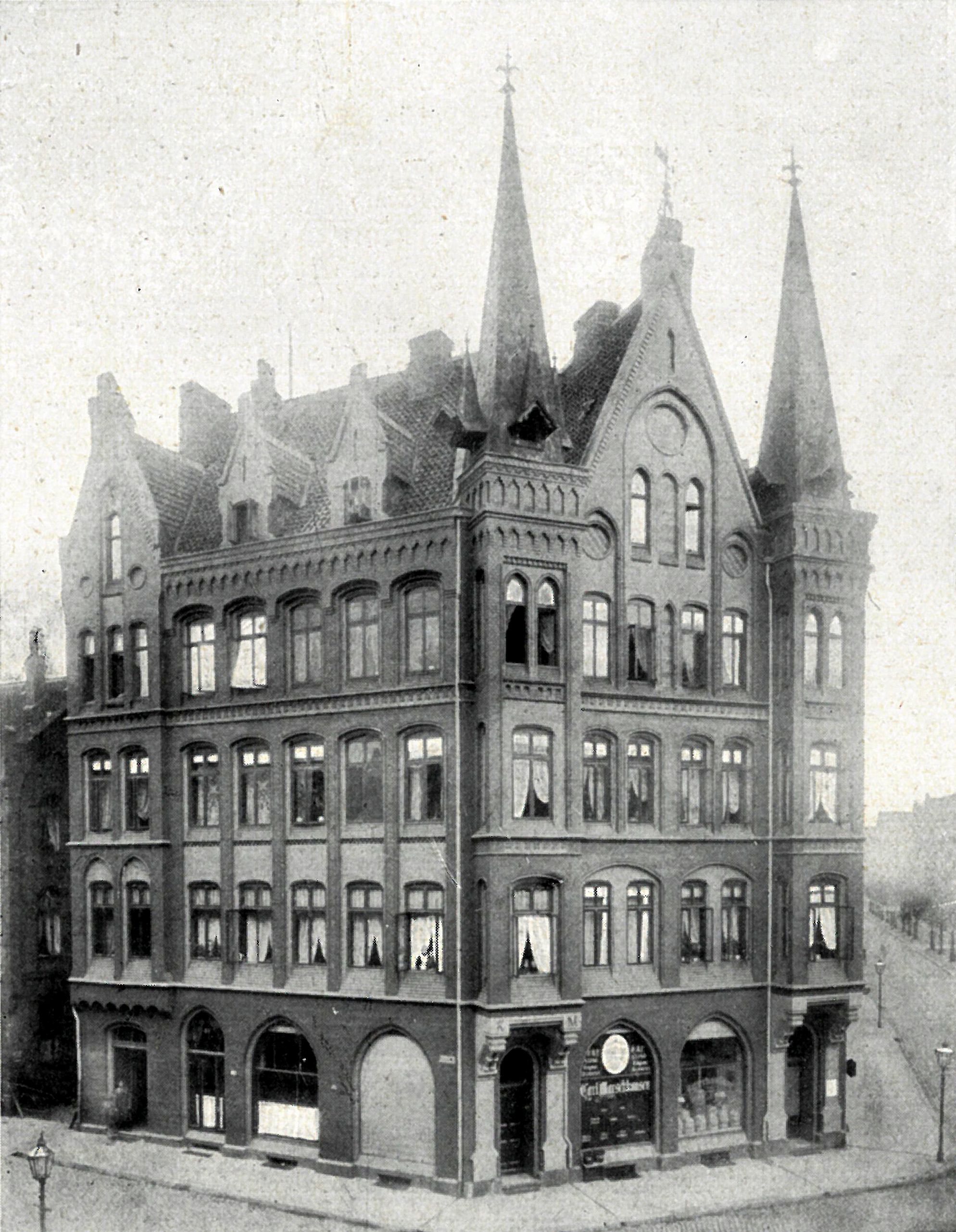
Das „Haus Strasser“ (um 1900)

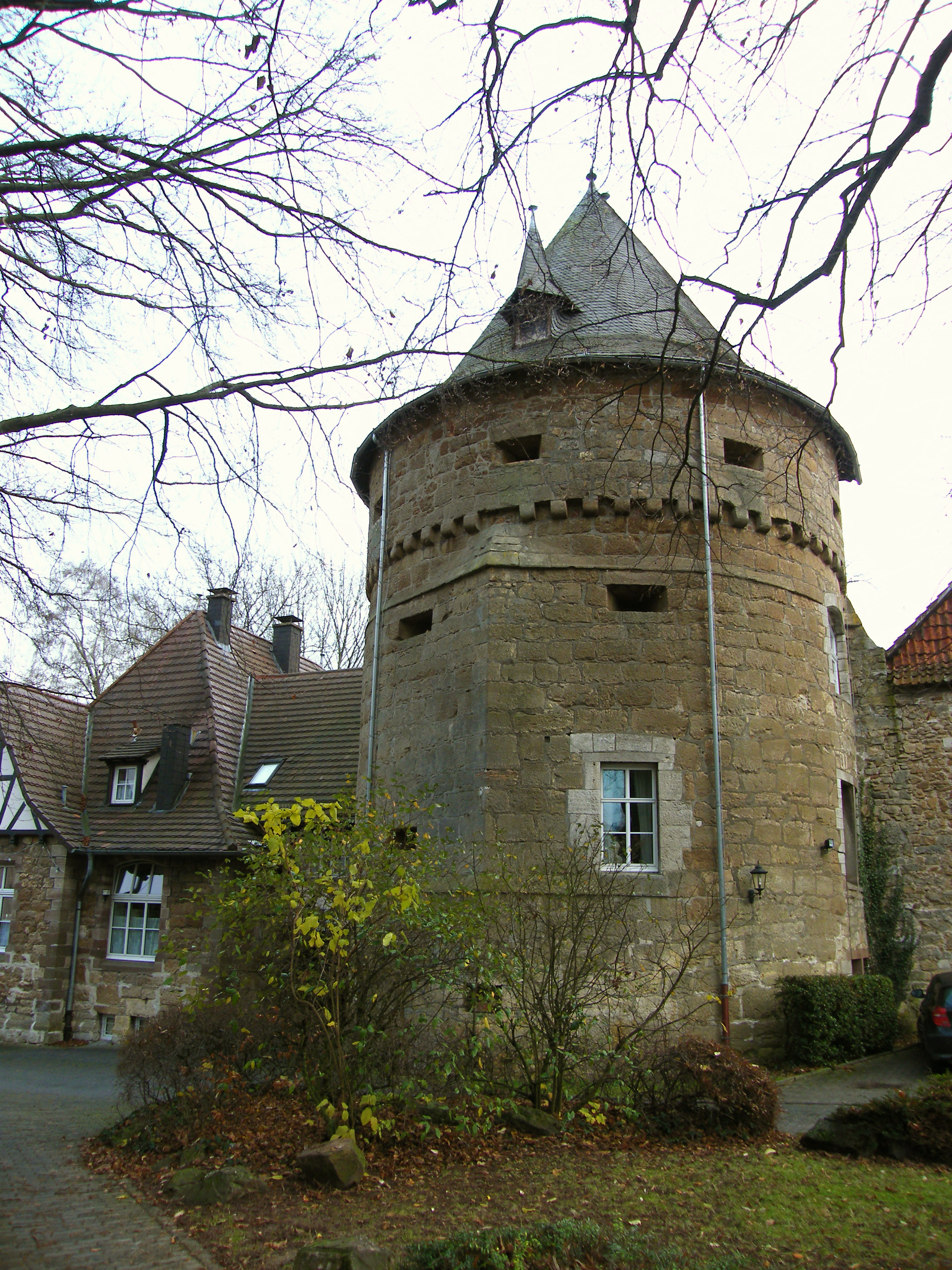
Der Wollweberturm in Korbach

Sein Vater Friedrich Wilhelm Müller († 1871) war von 1847 bis 1869 Pastor in Baccum bei Lingen an der Ems, und Wilhelm besuchte das Königliche Gymnasium Georgianum in Lingen. Nach dem Abitur im Jahre 1870 wurde er zunächst Bau-Eleve in Vorbereitung auf sein Studium 1871–1874 an der Polytechnischen Schule in Hannover. Dort war er Schüler u. a. von Conrad Wilhelm Hase, einem der bedeutendsten Vertreter der Neugotik des 19. Jahrhunderts.
Müllers erste Arbeiten führte er in den Jahren 1873 bis 1876 in Zusammenarbeit mit dem Maurermeister und Architekten August Strasser in Hannover aus, unter anderem bei dem Haus Strasser, einem markanten Wohn- und Geschäftshaus (Reitwallstraße 5b/Ecke Goethestraße). Danach trat er in preußischen Dienst als Regierungsbauführer (d. h. unbesoldeter Referendar) und wurde nach erfolgreichem Zweiten Staatsexamen Kreisbaumeister (d. h. Assessor) in Schlesien, zuständig für die Landkreise Jauer, Lauban und Liegnitz. Gegen Ende des Jahrhunderts wurde er als Landesbauinspektor für das seit Januar 1868 weitgehend von Preußen verwaltete Fürstentum Waldeck-Pyrmont nach Arolsen versetzt. Im Jahre 1901 wurde er dort zum Regierungsbaumeister befördert und 1907 zum königlich-preußischen Baurat. In zeitgenössischen Berichten wurde er auch als Landesbaumeister und Landesbaurat bezeichnet, denn im Fürstentum bestand, wie in preußischen Provinzen, eine eigene Bauverwaltung. Der großgewachsene Müller muss oft recht schroff im Umgang gewesen sein und wurde daher auch Bölke-Müller genannt.
Wilhelm Müller starb 1928 im von ihm zum Wohnhaus ausgebauten Wollweberturm in Korbach. Er wurde auf dem alten Friedhof zwischen den Stadtmauern im Westen der Stadt bestattet. Es war sein Wunsch, dass ihm kein Grabstein gesetzt werden sollte.

## Werke (Auswahl)
Müllers Bauten waren im Geschmack der damaligen Zeit im Stil der Neugotik ausgeführt, wobei Fachleute sogar in der „Müller-Gotik“ seine unverkennbar eigene Handschrift erkennen wollen.
- Bereits 1877/78 war er für die Pläne des Neubaus der evangelischen Kirche in Frankenau verantwortlich; nahezu die gesamte Stadt mitsamt der Kirche war im April 1865 einem Stadtbrand zum Opfer gefallen.
- 1900–1902 wurde die Kirche in Hundsdorf erbaut.
- 1902 baute er ein Wohnhaus in Arolsen (heute Jahnstraße 11) für den Verwaltungsjuristen Walther Herwig (1838–1912), Doyen der deutschen Hochseefischerei und Förderer der deutschen Fischereiforschung.[3]
- 1903/04 wurde an der Enser Straße in Korbach nach Müllers Plänen eine neue Volksschule gebaut. Sie beherbergte ab 1913 prinzipiell nur noch die Höhere Töchterschule, ab 1939 die daraus hervorgegangene „Mittelschule für Knaben und Mädchen“. Nach dem Zweiten Weltkrieg wurde daraus eine Realschule, und seit 1977 ist dem (inzwischen erweiterten) Bau die heutige Schule am Enser Tor untergebracht.
- 1905 wurde nach seinen Plänen in Korbach die Villa Peterhof (heute Medebacher Landstraße 6) für den Unternehmer Louis Peter (1841–1921) fertiggestellt.[4]
- Ebenfalls 1905 entstand in der heutigen Prof.-Bier-Straße 9 ein repräsentatives Gebäude für die Kreissparkasse; dort waren später verschiedene Dienststellen des Landratsamtes untergebracht. Heute ist das Gebäude im Besitz der Hessisch-Thüringischen Brandversicherungsanstalt Kassel-Erfurt.
- Am 3. Juni 1905 wurde Müllers wohl bekanntester Bau eingeweiht, der Georg-Viktor-Turm auf dem Eisenberg bei Korbach, neben der Burgruine Eisenberg.
- Am 13. Juli 1905 wurde in Alleringhausen, das zuvor keine Kirche hatte, die von Louis Peter gestiftete und nach Müllers Plänen erbaute evangelische Kirche eingeweiht.
- Ebenfalls 1905 wurde das „Blau-Kreuz-Gebäude“ in Korbach fertiggestellt, ein Vereinshaus mit großem Saal für den örtlichen Blau-Kreuz-Verein zur Bekämpfung der Trunksucht. 1942 kaufte die Stadt das Gebäude und nutzte es in den Kriegsjahren als Lazarett und danach als Stadthalle für Konzerte, Tanzveranstaltungen und Versammlungen. Der Bau wurde 1972/73 abgebrochen, und heute befindet sich dort (Poststrasse 3) das Postamt.
- In den Jahren 1905 bis 1908 entstanden die von Müller entworfenen Volksschulen in Mühlhausen, in Flechtdorf und in Goddelsheim.
- Von 1906 bis 1908 wurde die heutige Kirche in Wirmighausen neben einer 1907 abgerissenen und aus dem 15. Jahrhundert stammenden Kapelle erbaut.
- Sich selbst baute er ein eindrucksvolles Heim in Korbach, das er Hagenburg nannte.[5] Bereits 1901 erwarb er den halb verfallenen Wollweberturm und den umliegenden Bereich vor und hinter der inneren Stadtmauer von Fürst Friedrich von Waldeck und Pyrmont. Er ließ den Turm renovieren und zu Wohnzwecken ausbauen und ein Wohnhaus daran anbauen. Nach Müllers Tod wurden Turm und Wohnhaus 1929 an die Waldecksche Dominialverwaltung verkauft. Das Gebäude diente danach bis in die Jahre nach dem Zweiten Weltkrieg als Forstamt. Heute befindet sich in diesen beiden Gebäuden ein Restaurant.
- In den Jahren 1906/07 erarbeitete Müller einen Plan zur städtebaulichen Vergrößerung der Stadt Korbach, da deren bebaute Fläche bis dahin im Wesentlichen auf den Bereich innerhalb der alten Stadtmauern beschränkt war und angesichts des industriellen Aufschwungs und des Bevölkerungswachstums nicht mehr ausreichte. Der Plan beinhaltete eine ringartige Erweiterung und die Anlage eines entsprechenden künftigen Straßennetzes; er musste allerdings wegen der unerwartet schnellen Entwicklung der Stadt schon nach wenigen Jahren weiterentwickelt werden.

## Fotogalerie

Werke Müllers
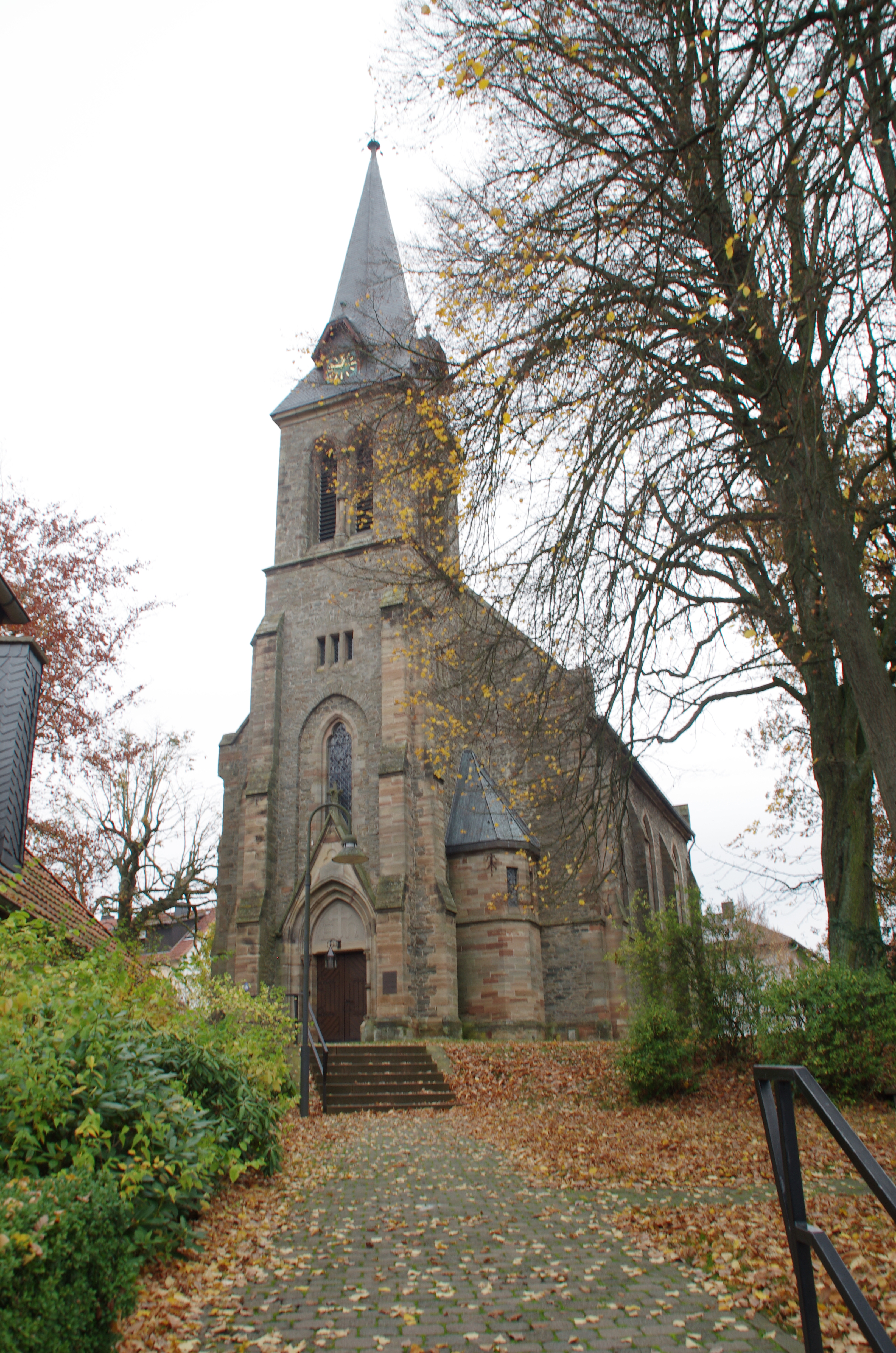
Kirche in Frankenau
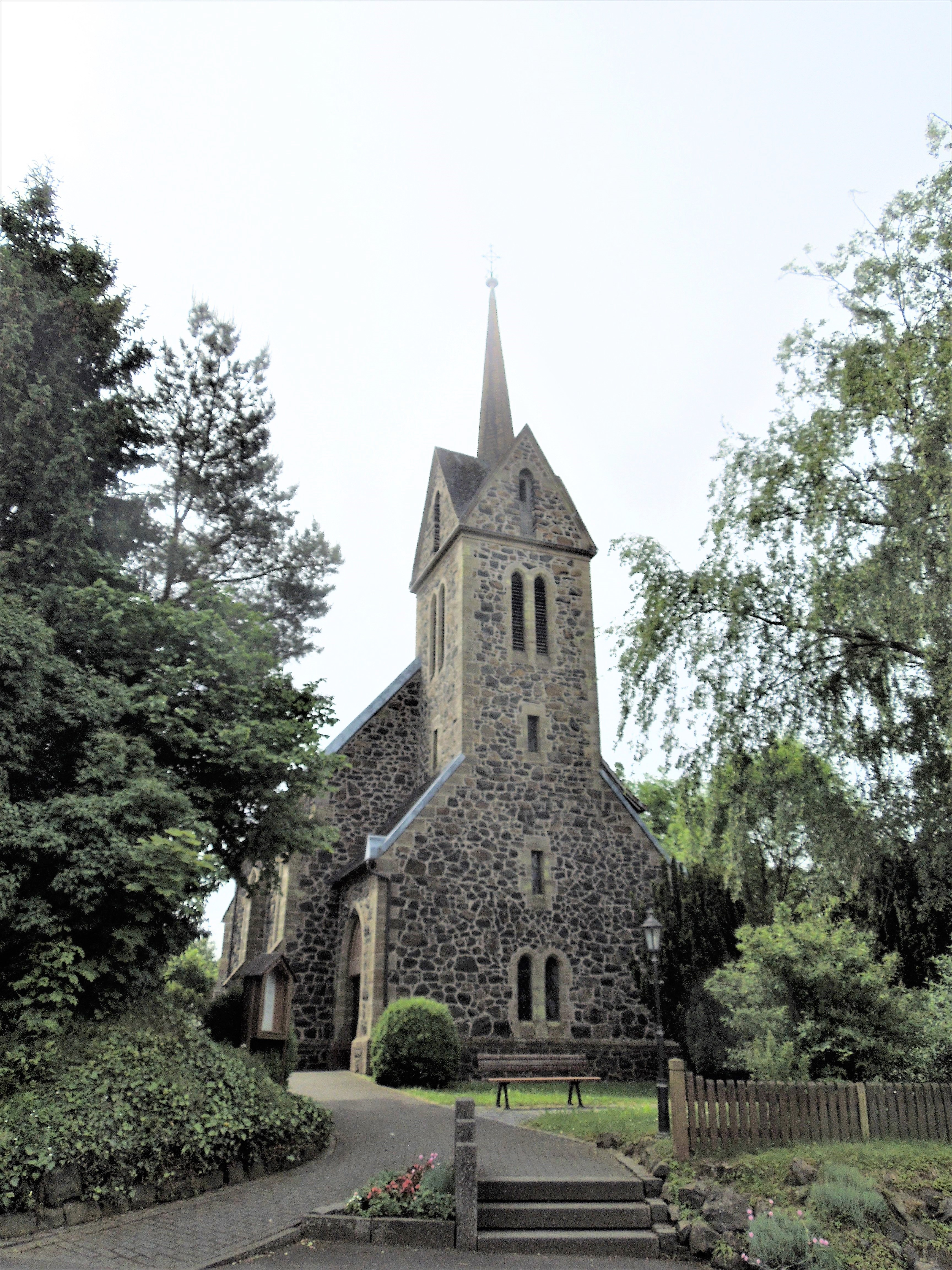
Kirche in Hundsdorf
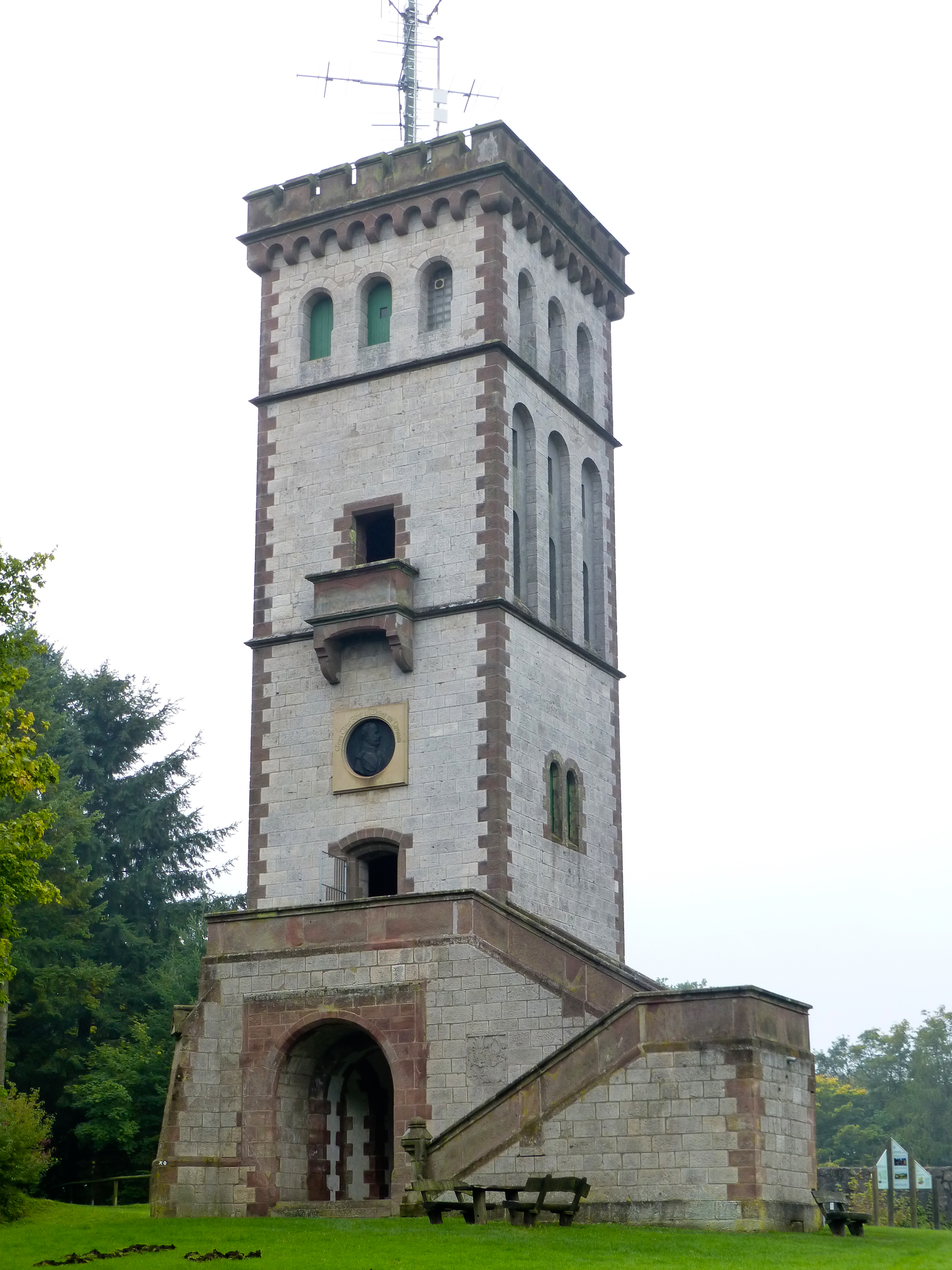
Georg-Viktor-Turm
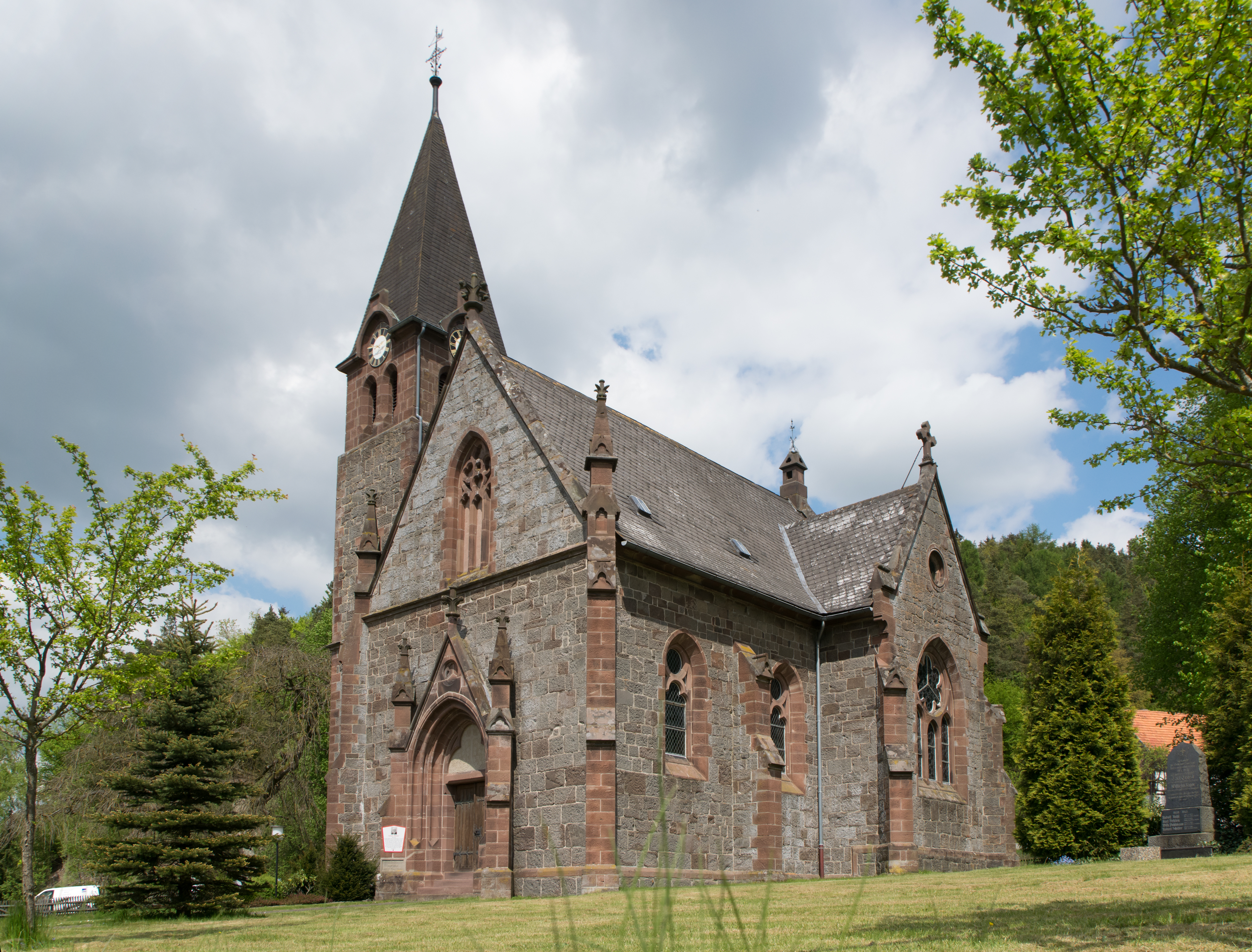
Die Louis-Peter-Kirche in Alleringhausen
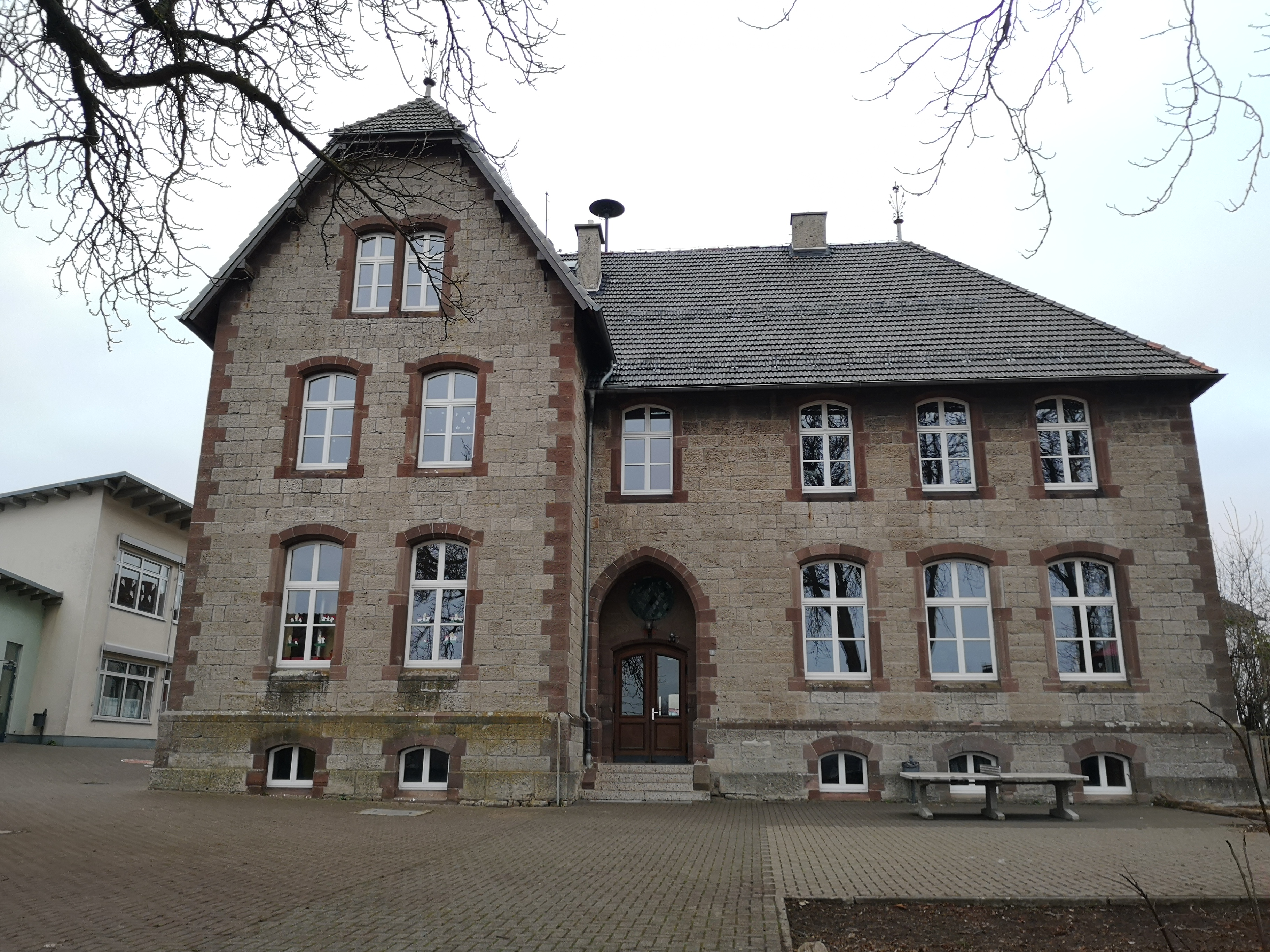
Die Grundschule in Goddelsheim
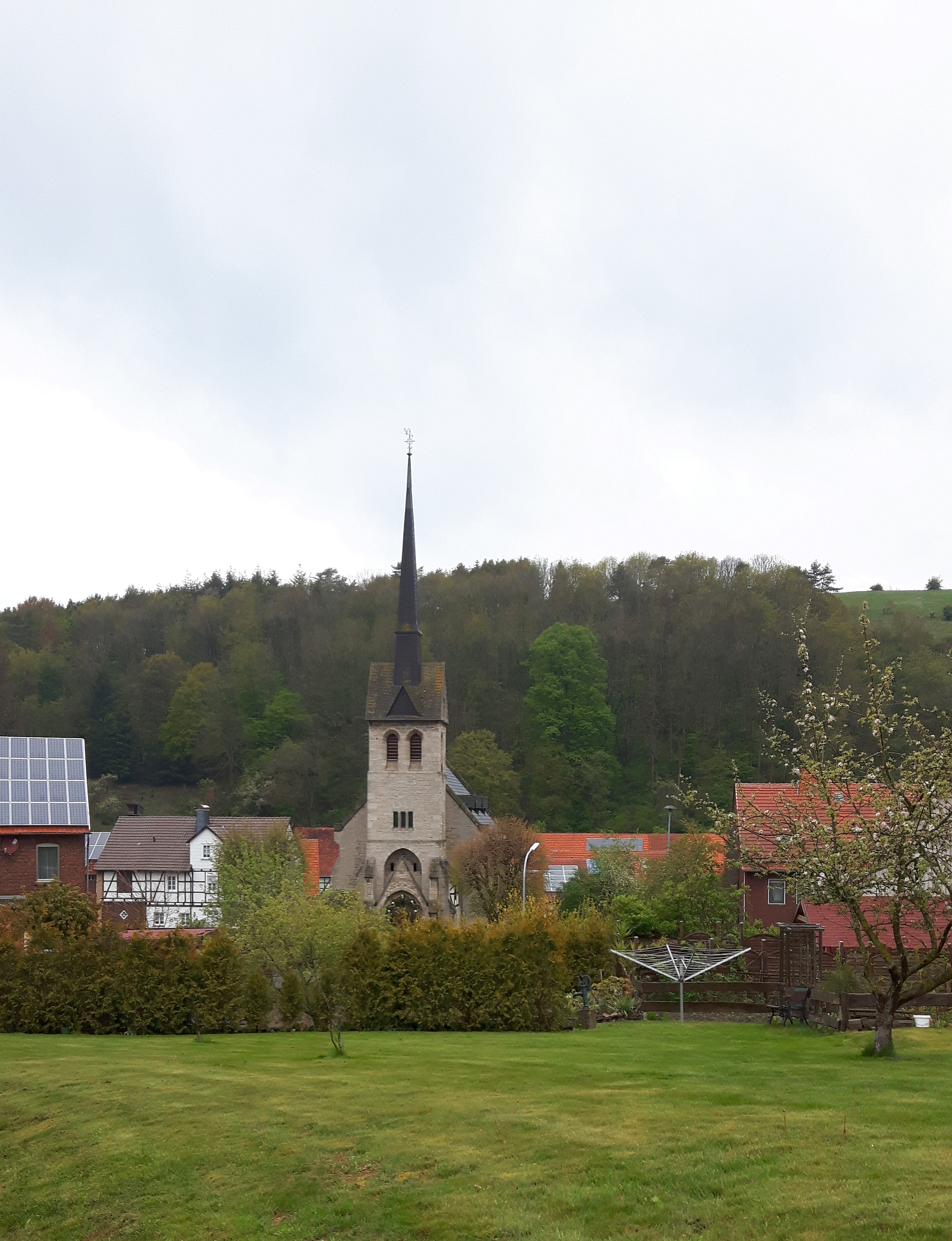
Kirche in Wirmighausen

## Ehrung
In den 1970er Jahren ehrte ihn die Stadt Korbach, indem sie eine kurze Wohnstraße im Nordosten Wilhelm-Müller-Weg benannte.